# Sonchus maritimus subsp. aquatilis
Sonchus maritimus subsp. aquatilis é uma subespécie de planta com flor pertencente à família Asteraceae. 
A autoridade científica da subespécie é (Pourr.) Nyman, tendo sido publicada em Consp. Fl. Eur.: 434. 1879.

## Portugal
Trata-se de uma subespécie presente no território português, nomeadamente em Portugal Continental.
Em termos de naturalidade é nativa da região atrás indicada.

## Protecção
Não se encontra protegida por legislação portuguesa ou da Comunidade Europeia.